# Бабиновичи (Лиозненский район)
Бабиновичи (бел. Бабінавічы) — агрогородок в Лиозненском районе Витебской области Республики Беларусь. Административный центр Бабиновичского сельсовета.

## Геральдика
Герб агрогородка Бабиновичи учреждён Указом Президента Республики Беларусь от 24 июля 2014 г. № 373.

## География
Находится на автодороге Р109 (Лиозно—Ореховск—трасса М8).

## История
Местечко Бабиновичи известно с XVI века.
В 1772 году, в результате 1-го раздела Речи Посполитой, Бабиновичи отошли к Российской империи.
В 1777—1796 и 1802—1840 годах город Бабиновичи был центром Бабиновичского уезда Могилёвской губернии.
После 1840 года стал заштаным городом Оршанского уезда.
По данным переписи 1897 года в Бабиновичах проживало 1157 чел., в том числе евреи — 47,7 %; белорусы — 36,9 %; русские — 12,4 %; литовцы — 2,6 %.
В 1919 году город Бабиновичи был преобразован в деревню. С 2006 года — агрогородок.

## Демография
- 1999 год — 683 человек
- 2005 год — 589 человек
- 2009 год — 461 человек
- 2019 год — 404 человек

## Культура
- Дом культуры
- Музей боевой славы аг. Бабиновичи

## Достопримечательности и памятные места
- Военное кладбище. В центре деревне. Похоронены 1273 советских воина и партизана, погибшие во время Великой Отечественной войны. Среди похороненных — воины 11-й гвардейской и 159-й стрелковых дивизий 5-й ударной и 11-й гвардейской армий, погибшие в июне 1944 года.
- Могила партизана М. П. Колесникова. В 1,5 км от деревни. На могиле в 1977 году установлен обелиск.
- В окрестностях деревни около 30 курганов. Рядом с Бабиновичами у истока реки Лучоса городище раннего железного века. При исследовании в 1967—1968 гг. найдены кремнёвые орудия труда, фрагменты керамики. Культура племён, живших здесь, близка к валдайской, значительно влияние верхнеднепровской культуры.
- К востоку от Бабинович расположено озеро Зеленское.

## Известные уроженцы
- Изможик, Давид[ивр.] — купец, один из основателей Тель-Авива (1873—1952).